# الجيش الملكي النرويجي
حققت النرويج الاستقلال الكامل في عام 1905، وفي القرن الأول من تاريخ الدولة النرويج ساهمت في نزاعين كبيرين هما الحرب الباردة والحرب على الإرهاب. الجيش النرويجي يعمل حالياً في شمال النرويج وأفغانستان وكذلك في أوروبا الشرقية. الجيش هو أقدم فروع الخدمة، التي أُنشئت كمنظمة عسكرية حديثة في عام 1628. وشارك الجيش في الحروب خلال القرن، 17 18 و19 في النرويج وخارجها.

## التاريخ
بعد حرب اندلعت في كالمار 1611، حاول الملك الدنماركي لإحياء leidang المتطوعين، مع نتائج وخيمة. كما لم يكن للمواطنين النرويجية المسلحة أو تدربوا على استخدام الأسلحة لثلاثة قرون تقريباً كانوا غير قادرين على القتال. الجنود الذين جرى اعتقالهم أو تهجيرهم. وكان الجنود للمشاركة في تدريبات عسكرية، في حين أن توفير العمالة التكميلية للمجتمع المحلي عندما لا يكون في الخدمة الفعلية. على الرغم من أن الجيش لا يزال لا يمثل الأمة بأسرها، كما تم إعفاء سكان المدينة من الخدمة العسكرية، ويعتبر عموماً من قبل المؤرخين 1628م هو العام عندما ولدت جيش عصري النرويجية.
خلال حرب 1643-1645 م، قام الجيش النرويجي جيدا بينما نظيره الدنماركي متخبط. نتيجة لذلك، قد يكون لمناطق واسعة تنازلت إلى السويد. أدى هذا الملك الدانمركي دعوة المرتزقة الألمان لتدريب وقيادة القوات المسلحة النرويجية الدنمركية: قرار مرددا عبر القرون في آثار من المفردات الجرمانية التي يستخدمها الجيش النرويجي حتى يومنا هذا. في عام 2008م واجهت انتقادات من داخل الجيش لكونها الوحيدة القادرة على الدفاع عن منطقة واحدة فقط في أوسلو في حال وقوع غزو الوطنية.

### القرن 19
في أوائل القرن 18 غزت السويد والنرويج مرة أخرى، وهذه المرة الجيش النرويجي الذي عقد تلقاء نفسها، الأمر الذي يمهد الطريق لمدة قرن تقريبا من السلام—أطول بعد في التاريخ النرويجي الحديث—خلالها هوية متميزة النرويجية بدأت تترسخ. ألقيت الألمانية كلغة رسمية للقيادة في عام 1772، لصالح «النرويجية دانو». مع اندلاع الحروب النابليونية والدنمارك والنرويج والسويد وفنلندا وحاول أن تبقى خارج الحلبة، ولكن قرار الدنمارك الملك فريدريك الرابع لتتلاءم مع نابليون يعني أن الأعمال العدائية قد يصل إلى النرويج عاجلا أو آجلا. قبل 1807، وكانت الدنمارك والنرويج رسميا في حالة حرب مع بريطانيا. كما عهد نابليون من نهايته، قرر الحلفاء المنتصرين لجائزة النرويج إلى السويد في عام 1814. في يونيو 1905 من جانب واحد حل البرلمان النرويجي النقابة 91 عاما مع السويد. بعد فترة قصيرة ولكن متوتر للتعبئة، انحنى السويد للأمر الواقع.
لكنه توفي هناك احتفالات الاستقلال في عام 1905 تكد أسفل من النرويج، جنبا إلى جنب مع بقية أوروبا، وكان عليها أن تواجه حتى نهاية جعل الجنة كانت تعتقد أن أوروبا في مطلع القرن 20. على الرغم من أبعاده دولة محايدة خلال الحرب العالمية الأولى، وكانت النرويج في موقف لا تحسد عليه لكونها تعتمد على الأطراف المتحاربة لتجارتها. هناك حاجة إلى الفحم من بريطانيا للحفاظ على البلد ذاهب، والنرويج قد وبالتالي الاتفاق على أن تكون مطابقة كل حمولة الباخرة من الفحم ترك بريطانيا مع الشحنات الواردة النرويجية مثل خامات النحاس والأسماك. جذبت انتباه هذه الغواصات الألمانية.

### ميليشيا الوطني

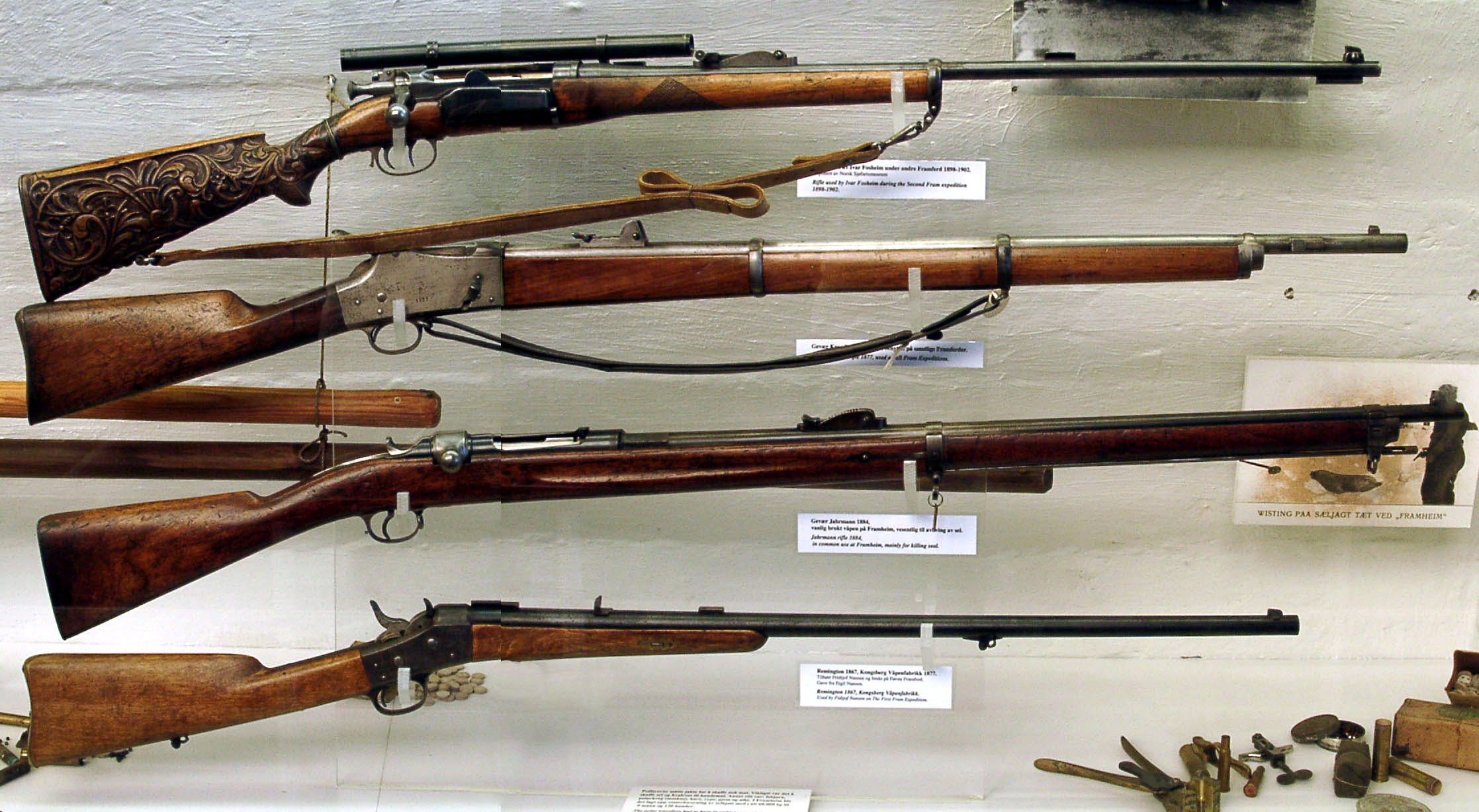
النرويجي كراغ-يورغنسن تكرار الترباس العمل بندقية.

بحلول عام 1920 كان الجيش النرويج ميليشيا وطنية. والخدمة الشاملة والإلزامي، والمسؤولية التي تبدأ في سن ال 18، والمستمر حتى سن 56. AUD ينتمي للسنوات ال 12 الأولى كانت تسمى في الرجال من أصل 21، على الخط، ثم لمدة 12 عاما لlandvarn. مرت بعد ذلك أنهم لlandatorm، والتي بقيت حتى بلوغهما سن 55 سنة من العمر. وأجري التدريب الأولي في مدارس المجندين، بل استمر لمدة 48 يوما في سلاح المشاة والمدفعية الحامية، و62 في البطاريات الجبلية، و72 في المهندسين، و92 في مدفعية الميدان، و102 في سلاح الفرسان. فور الانتهاء من دراستهم صدرت الرجال إلى الوحدات التي كانوا ينتمون بشكل دائم، ومعها ذهبت من خلال مزيد من التدريب لمدة 30 يوما. وتألفت لاحقة من التدريب 80 يوما في السنوات الثانية والثالثة والسابعة من الخدمة.
وقد نظمت في السطر 6 الانقسامات جميع الأسلحة، إلى جانب التي كانت هناك حامية مدفعية. هناك 56 كتيبة من المشاة وراكبي الدراجات من 5 شركات (المتزلجين)، و3 أفواج من الفرسان (16 سربا)، و27 بطاريات الميدانية الأربعة بندقية و3 بطاريات المدفعية الجبلية، 9 بطاريات المدفعية الثقيلة، و1 و2 كتيبة من الكتائب المهندسين. نظمت الفيلق الطائر في 3 الانقسامات. كانت التقسيمات غير المتكافئ للقوة، وفقا لأهمية منطقة التي تم تجنيدهم. في حال نشوب حرب، فإن كل شعبة تعبئة 2 أو 3 أفواج من المشاة (من 3 كتائب)، 3 أو 4 أسراب من سلاح الفرسان، وهو من كتيبة مدفعية الميدان (3 من البطاريات)، وكتيبة المدفعية الثقيلة، وشركة نقاب، وهو التلغراف الشركة، وهي شركة طبية وشركة القطار. كل أشكال الفرقة حي أيضا كتيبة واحدة من landvarn (من 6 شركات)، وغيرها من الأسلحة وتشكيل وحدات landvarn بنفس النسبة. وكان مجموع قوة السلام 118500 الرجال وتضم 71، S36 بنادق و228 و36 حقل الرشاشات الثقيلة. أرقام إضافية على مبلغ 282000 لتعبئة الرجال.
كان مسلحا المشاة النرويجية مع بندقية كراغ يورغنسن النرويجية، المصممة من 6.5 ملم (في الصورة). كانت مدفعية الميدان إيرهارت Q.F. بنادق من 7-5 سم. كانت ميزانية الجيش ل1919-1920 1940000.

### القرن 20

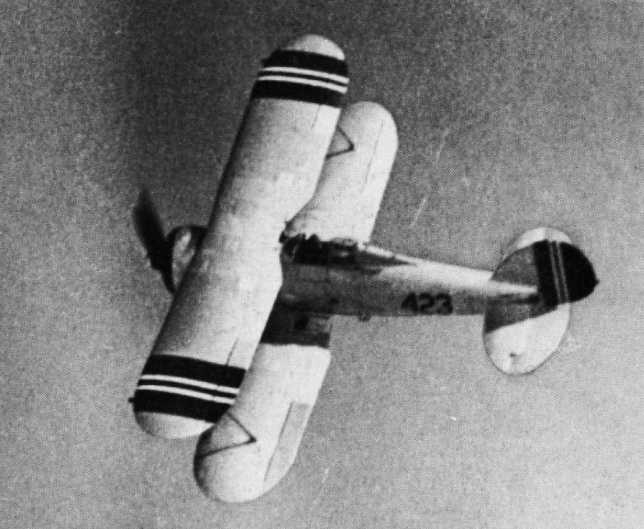
غلوستر المصارع من الجيش النرويجي في عام 1940

بقيت القوات المسلحة في النرويج حشدت خلال الحرب العالمية الأولى وبداية الحرب العالمية الثانية. وكان الغرض من أجل ضمان الحياد في النرويج، لكنها لم تكن مباراة للغزو الألماني من نيسان 1940. مع القوات المهنية الألمانية في عام 1940، كما هو الحال مع الأجزاء الأخرى للقوات المسلحة، وكان الجيش الاستسلام للقوة متفوقة، ولكن وحدات الجيش هم الذين يقاومون لأطول فترة من الزمن: إن قيادة الشعبة 6 من الميجور الأسطوري شارك الأمين العام كارل غوستاف فلايشر في التحالف من الاستيلاء نارفيك—التسبب في خسارة ألمانيا النازية للمرة الأولى على الأرض في الحرب العالمية الثانية.
كان أعظم إنجاز WW2 القوات النرويجية الانتصار في معركة نارفيك، وبخاصة حرب الجبل مما اضطر القوات الألمانية على طول الطريق من المحيط إلى الحدود السويدية. بالإضافة إلى الحملة النرويجية، انضم الجنود النرويجيين حركة المقاومة النرويجية بعد انسحاب القوات الألمانية المحتلة النرويج. كانت الجبهة الداخلية (Hjemmefronten) حركة المقاومة النرويجية خلال الاحتلال النازي في ألمانيا للنرويج (1940-1945).
كما انضم الجنود النرويجيين وحدات النرويجية الحرة في المملكة المتحدة على مواصلة الكفاح ضد النازيين من الخارج. وشملت هذه الوحدات الشركة النرويجية المستقلة 1 و5 من القوات، No.10 (انتر الحلفاء) المغاوير في الجيش. يتألف الجزء الأكبر من الجيش النرويجي خلال سنوات في المنفى في بريطانيا لواء في Dumfries وكذلك وحدات أصغر المتمركزة في آيسلندا، جان ماين، سفالبارد وجورجيا الجنوبية. أخذت وحدات من هذا اللواء السيطرة على فينمارك في عام 1944 بعد تراجع الالمان من الجيش الأحمر. العديد من أعضاء الجيش النرويجي أيضا خدم مع القوات الألمانية.
أعيد بناء الجيش بعد الحرب، من بين أمور أخرى تستند على القوات التي أنشئت في المنفى في السويد وبريطانيا العظمى خلال الحرب، فضلا عن القوى المحلية. كانت المشاركة في احتلال الحلفاء لألمانيا مهمة صعبة جدا للجيش في الفترة من 1946-1952، ولكنه كان أيضا جزءا من عملية إعادة الإعمار. تأسس الجيش في جميع أنحاء البلاد، مع معقل قادر ذات دلالة في ترومسو استنادا إلى صور التهديد في ذلك الوقت: الخوف من غزو من الشرق. هذا DEFI تغيرت الصورة nitely مع سقوط جدار برلين في عام 1989 وما تلاه من تفكك الاتحاد السوفياتي وحلف وارسو.
كان الجيش يخضع لتغييرات كبيرة خلال السنوات القليلة الماضية: بعد إعادة بناء قويا بعد الحرب، تم تقليصها بعد نهاية الحرب الباردة، مع أكبر التغيرات التي تحدث في منتصف عام 1990م، عندما قام عدد من الحاميات وحدات تم وقفها. إعادة الهيكلة هذه تركز على الانتقال من جيش الغزو من ثابت إلى حد ما إلى جيش للرد السريع مرنة. وافق البرلمان في عام 1994 و1995م سلسلة من التغييرات التنظيمية الرئيسية، وخاصة الجيش. لضمان التنفيذ الفعال من حيث التكلفة، فمن الضروري التركيز على الأنشطة في الجيش في عملية تحويل الجيش من جيش وتعبئة كبيرة للجيش أصغر حجما، والمهنية.

### القرن 21
وقد ولدت المساهمات النرويجية لإدارة الأزمات الدولية من النظام الذي هو أولا وقبل كل شيء، موجهة نحو التنشيط السريع للتعبئة وحدات مسلحة ومدربة للدفاع عن أراضيها. ونتيجة لذلك، والمساهمات النرويجية لعمليات عسكرية دولية لديها درجة عالية من الاستدامة، كما لديهم عدد كبير من وحدات الاحتياط التي لرسم. ومع ذلك، من دون تكييف هذا الموقف القوة إلى حد أقل قادرة على توليد القوات بسرعة ومرونة في الاستجابة للأزمات الدولية. وعلاوة على ذلك، اتجهت المساهمات التي النرويج قد تمكنت من جعل في عمليات دولية تتألف من مشاة ميكانيكية مدرعة خفيفة، مناسبة تماما للقيام بمهام حفظ السلام التقليدية (اليونيفيل في جنوب لبنان التي ساهمت النرويج وحدة كبيرة لأكثر من عشرين سنة)، ولكن ليست قوية بما فيه الكفاية للبعثات التي قد تنطوي مهام التنفيذ.

### الحرب على أفغانستان

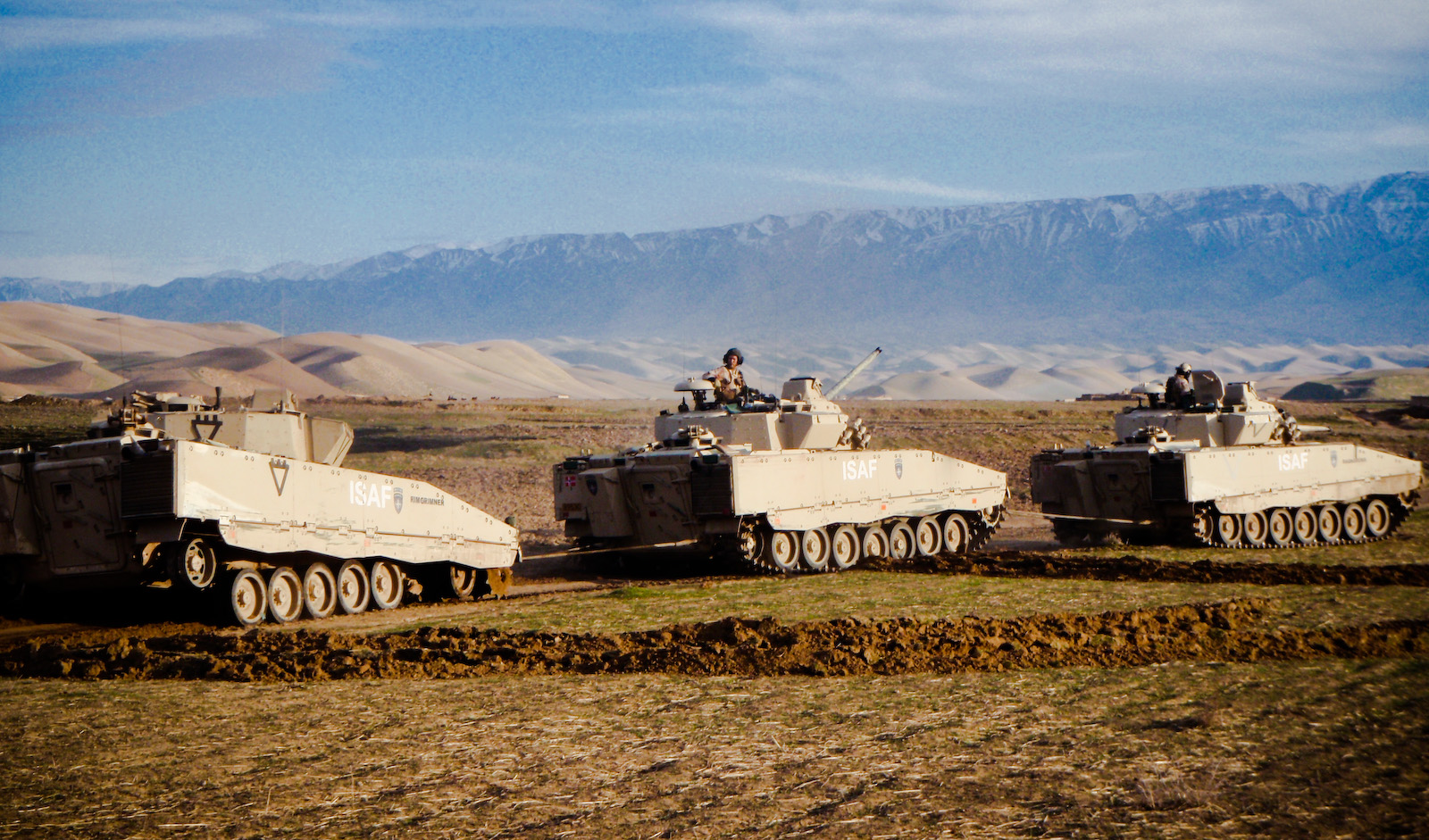
النرويجية CV90 من الكتيبة الثانية في إطار الجيش النرويجي في أفغانستان

أيدت النرويج جنبا إلى جنب مع غيرها من الدول الإسكندنافية، والحرب الأميركية على الإرهاب. الحكومة النرويجية كانت واحدة من أقوى المؤيدين للحرب، ينس ستولتنبرغ حتى قال «انه من مصلحتنا أيضا بالرد على مثل هذه الهجمات»، لكنه أضاف في وقت لاحق «نحن نفترض أنهم غير معنيين الولايات المتحدة في الانتقام بأي شكل من الأشكال التي يمكن أن تشكل تهديدا للسلام العالمي».
"كما أنه في مصلحتنا للرد على مثل هذه الهجمات.
- ينس ستولتنبرغ"
وزير الدفاع النرويجي في ذلك الوقت، بيورن توري غودال، وقال «الولايات المتحدة هي الحليف الأهم للنرويج. والنرويج هي بالفعل بتقديم المساعدة الاستخبارية للولايات المتحدة. إذا تلقينا طلبا لمزيد من الدعم، بما في ذلك الدعم العسكري، فإننا بالطبع يستجيب، وفقا لالتزامات المادة 5 من معاهدة حلف شمال الأطلسي.»
أرسل الجيش النرويجي جندي لدعم قوة المساعدة الأمنية الدولية في أفغانستان بعثة حلف شمال الأطلسي، للمساعدة في تحرير أفغانستان من طالبان. وشاركت القوات الخاصة النرويجية في العمليات القتالية خلال عملية الحرية الدائمة في عام 2002م، وقوات الجيش خلال عملية النرويجية Harekate Yolo في عام 2007. [3] نحو 590 النرويجيين يخدمون في قوة ايساف.
وفقا لصحيفة افتنبوستن، وقاعدة الجيش النرويجي في Meymaneh هو من بين القواعد الأقل أمنا في أفغانستان، والقاعدة هي أقل أمانا من قواعد أخرى تابعة لقوة المساعدة الأمنية الدولية (ايساف). يقع Meymaneh في المنطقة الشمالية الغربية من أفغانستان، وأصبحت المنطقة المضطربة على نحو متزايد في السنوات الأخيرة. طالبان تنامت في الأرقام في المنطقة، وقد تم طالبان قادرة على الهجوم عدة مرات Meymaneh. كل من الرؤساء العسكريين والسياسيين للقوات المسلحة، واتفق مع القوة المسلحة النرويجية حول حالة ضعف قاعدتها. سألوا عندما سئل الجيش النرويجي للما يحتاجونه للدفاع عن موقفهم، لمدة 120 من الجنود والأسلحة بعيدة المدى. أمروا أيضا قوة للرد المحمول، بحيث حلفاء في المنطقة يمكن أن تساعد بعضها البعض إذا ما تعرضت لهجوم عنيف من قبل حركة طالبان المتمردة أو المنظمات المماثلة.

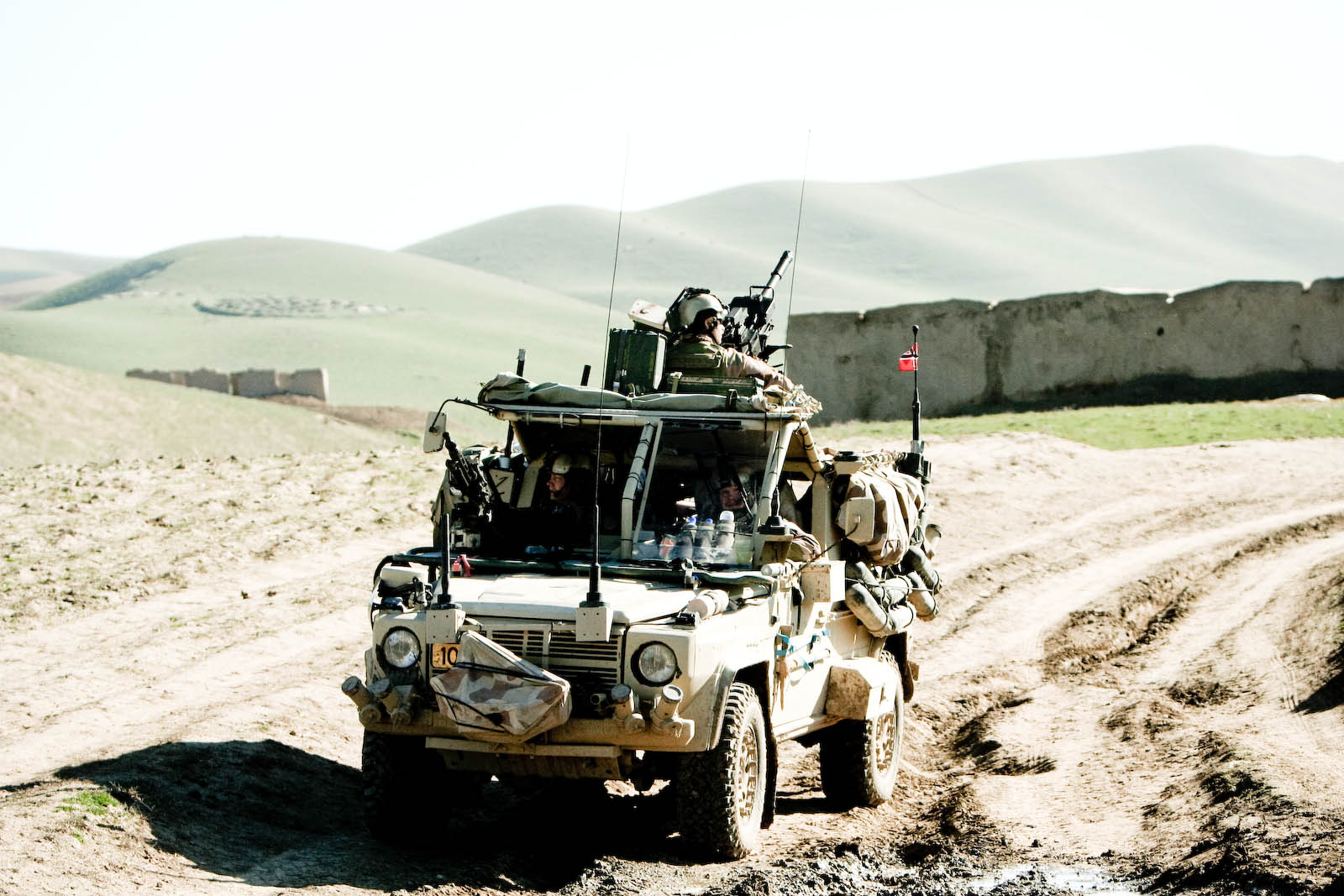
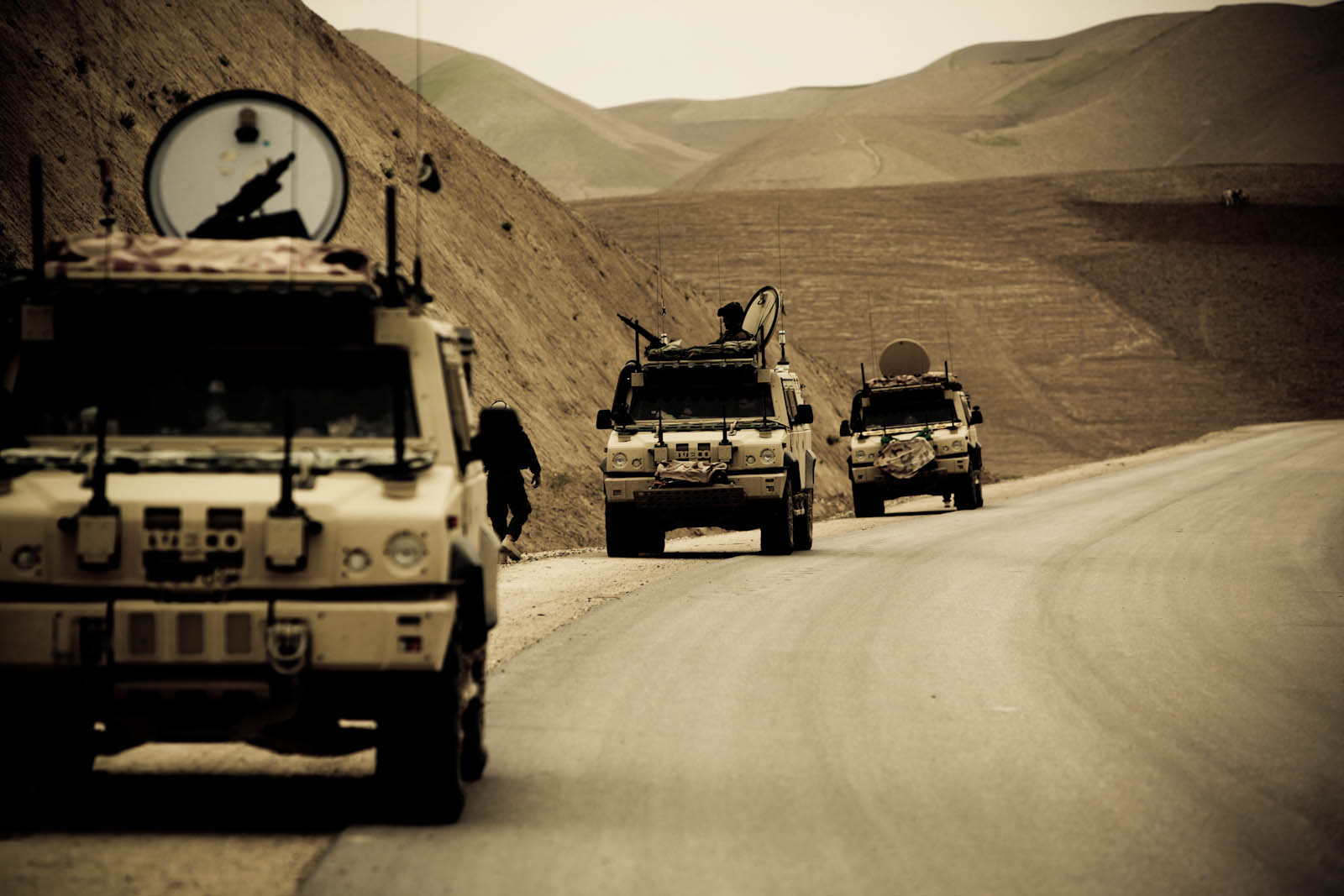
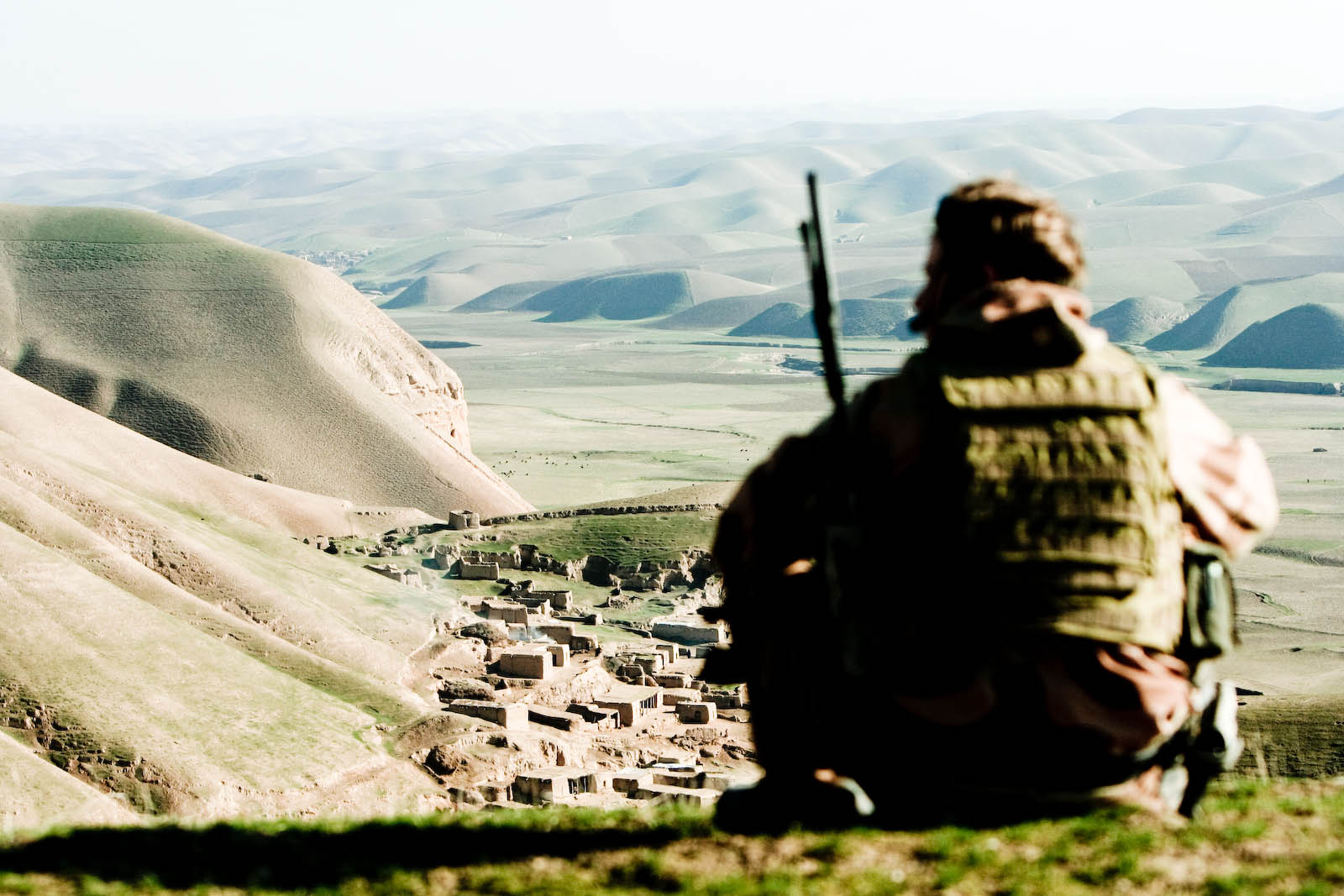
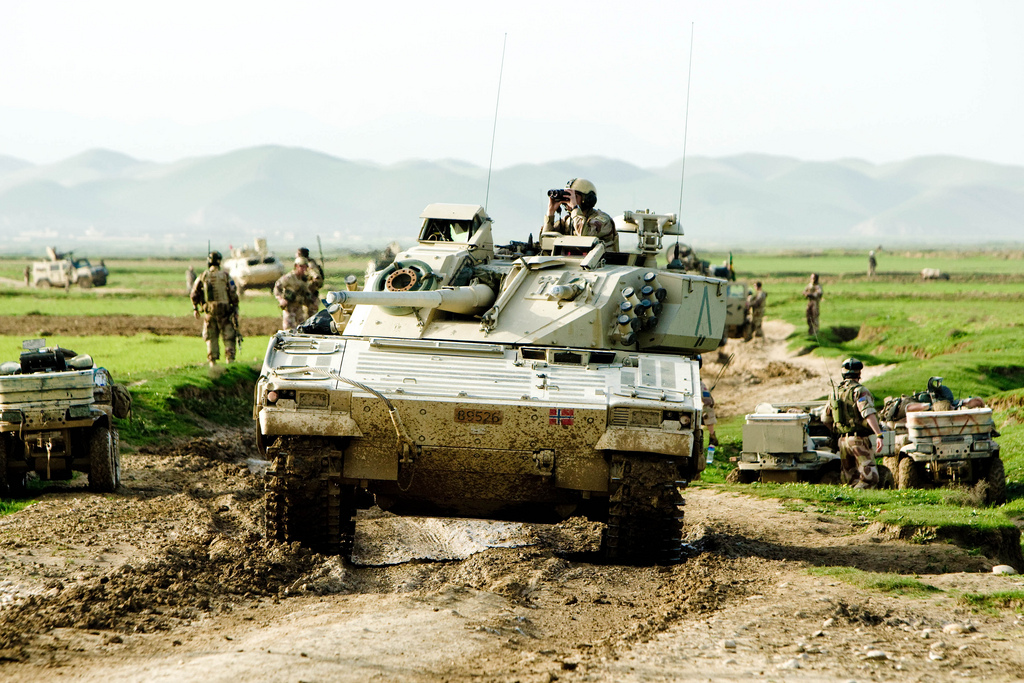

## المنظمة
في عام 2009م قدم الجيش القيادة الجديدة وخطوط التحكم. المفتش العام الأوامر الآن ثلاث قيادات رئيسية تابعة و5 وحدات أصغر الدعم:

### لواء الشمال
لواء في الجيش هو الأداة الأكثر أهمية النرويجية لمنع الأحداث على مستوى أولوية قصوى للأمن الوطني في مملكة النرويج. لواء هو أيضا أهم جزء من الجيش للمشاركة في قوة الدفاع في النرويج والجمع بين قوة الدفاع في حلف شمال الأطلسي الشمالي. لواء الشمال هو لواء الحديث مع القوة المشتركة لتخطيط وقيادة وتنفيذ العمليات بدعم من الفروع الأخرى لقوة الدفاع والجيش. وينقسم اللواء إلى المجموعة التالية من الكتائب.
| Name                                                       | Base(s)          | About |
| ---------------------------------------------------------- | ---------------- | --- |
| ملف:Sambandsbataljonen-(SBBN)-farge.png Sambandsbataljonen | Bardufoss، ترومس | The Signals battalion operates the brigade's communications in the field. This is important for command and control in battle. |
| ملف:Ebnlogo.jpg Etteretningsbataljonen                     | Setermoen، ترومس | Etteretningsbataljonen is the Royal Armys main department for intelligence-support to military operations. The department is controlled by The Northern Brigade but is also constructed to support all of the Norwegian Defence Forces operations when intelligence is necessary. The battalion holds the tactical, operational and strategic intelligence capabilities of the Army. |
| ملف:Artbnlogo.JPG Artilleribataljonen                      | Setermoen، ترومس | Artilleribataljonen has the responsibility for providing fire support with long-range weapons to combat units farther away. The battalion has the ability to hit targets at distances up to 30-40 kilometers, depending on the type of ammunition. The battalion is also responsible for training some pilots of Forsvaret for operations abroad.                                    |
| ملف:Panserbataljonen.jpg Panserbataljonen                  | Setermoen، ترومس | The Armoured Battalion is a combat battalion that specializes in fighting with tanks and armored personnel carriers. The service is challenging and aimed at combat actions and peace enforcement operations. |
| ملف:Hbslogo.png Hærens befalskole                          | Rena، هدمارك     | The Army's NCO school. |
| ملف:Telemark battalion insignia.jpg Telemark Bataljonen    | Rena، هدمارك     | The Telemark Battalion is a professional department and has only permanent employees. The department is the core of the Army's rapid reaction force, a battalion battle group based at Rena. The department has infantry fighting vehicles and tanks, and can quickly deal with national or international crises.                                                                    |
| Kampeskadronen                                             | Rena، هدمارك     | The Battle Squadron is the national OPFOR training squadron. Soldiers from other units train at the Army's tactical training center. The squadron offers highly advanced technology with manoeuver training, with both infantry fighting vehicles and tanks. |
| CSS Norway                                                 | Bardufoss، ترومس | CSS is the Army's transportation and supply department. CSS also provides workshop services. The most important job is to provide logistics to ensure that the other departments of the Army are working properly. |
| Millitærpoltikompaniet                                     | Bardufoss، ترومس | The brigade's military police company. |
|                                                            | Skjold، ترومس    | 2. bataljon (The Second-battalion) is a battle-battalion specialised on battle with smaller, lightly armored vehicles. The service is challenging and is ment to be used in peace-enforcement related missions and ground combat furthermost. The department is one of Forsvarets main suppliers to international operations when it comes to international operations.              |
| Ingeniørbataljonen                                         | Skjold، ترومس    | Ingeniørbataljonen secures the Army's mobility in the terrain with the clearing of mines and the building of bridges. The battalion conducts ferry-operations, and provides the Army's NRBC detection capability. |
| Sanitetsbataljonen                                         | Setermoen، ترومس | Sanitetsbataljonen is the brigade's medical battalion. |

## هيكل

### يونيفورم
زي الجيش تتكون أساسا من الحقل الموحد للاستخدام في بيئات حيث هو مطلوب من مواد متينة، والزي الرسمي للعمل من أجل استخدامها في الخدمة العادية، وعادة داخل وحول منطقة المخيم، والموثق موحدة لاستخدامها خلال فترة الإجازة. هناك أيضا العاملين في الخدمات الخاصة التي تتطلب زيا الأخرى. وقد استخدم الجيش الزي حقل M - 75 منذ عام 1975. وقدم نسخة مموهة بلون من سترة الميدان في الجيش السلام في عام 1988. غشاء موحدة جديدة، M - 02، والآن أيضا في الخدمة.

### نظام تصنيف
وقدم قبل ضباط وحدة عام 1930، في النرويج، وهو نظام شبيه بما كان لديك في جميع البلدان الأخرى تقريبا مع اثنين من المسارات الوظيفية منفصلة:-
- هذا ضابط صف هو معظم حياته أ القسم الفرع قائد القوات والضابط الثاني، وبالتالي هو الجندي الرائدة.
- اما الضابط الذي هو أكاديميا مدربة، والتي جاءت سابقا من الطبقة العليا، الذي يبدأ مشواره مع بضع سنوات باعتباره زعيم الفصيل للحصول على بعض الخبرة العملية التي ولكن، ويتركز العمل على القيادة والموظفين في المستويات العليا.

## هانز غارد Majestets Kongens
أهم مهمة من غارد هانز Kongens Majestet هو حماية الملك والعائلة المالكة في أزمة، والسلم والحرب. أسس كتيبة في أوسلو وTerningmoen في المخيم.
الحديقة هي كتيبة مع معايير عالية في اللياقة البدنية، والاعتمادية، والولاء، والاستقلال، والانضباط والروح المعنوية والشعور النظام، والقدرة على قيادة أنفسهم يرتدون الزي العسكري، والقدرة على التوازن واجبها حراسة علاقة معقدة مع البيئة إلى المدنيين.
بالإضافة إلى حراسة المساكن الملكية ويتم تدريب جميع الحراس وتلقى تعليمه في تحدي مهمة قتالية عسكرية—كأفراد وكجزء من فرقة المشاة. هذا هو أن نكون قادرين على حضور جلالة الملك وسلامة عائلته في طريقة حديثة في حالة حدوث أزمة أو حرب.

## الحاميات
| Garrisons        | Brigades / Companies |
| ---------------- | --- |
| Jørstadmoen      | FK KKIS(Defence command and control center) CIS TG (Communications and informations systems task group) FIH (Defence engineer school). FOST (Defence security agency)                                                       |
| Huseby Leir      | HMKG ( His Majesty The King's Royal guard) |
| Rena Leir        | Hærens Våpenskole (Army weapons school) Telemark Battalion and attached medical, engineer and logistics companies provided by respective battalions. HJK/Forsvarets Spesialkommando (Army and Joint special forces command) |
| Terningmoen leir | Hærens Våpenskole (Army weapons school) HMKG school center (His Majesty The King's Royal guard)) Military Academy [الإنجليزية] AFA-Office (Administrative parental department)                                              |
| Sessvollmoen     | FKL (Logistics support center) FMPS (Defence military police school), FSAN (Defence medical center) |
| Skjold           | Brigade Nord Engineer battalion and 2. battalion |
| Setermoen        | Brigade Nord Armor battalion, Intelligence battalion, Medical battalion and Artillery battalion |
| Bardufoss        | Brigade Nord Signals battalion and CSS battalion |
| Porsangermoen    | Garrison of Porsanger |
| Høybuktmoen      | Garrison of Sør-Varanger |
| Linderud Leir    | Military Academy [الإنجليزية] |

## وصلات خارجية
- Official page - in Norwegian